# Shuqualak, Mississippi
Shuqualak, Mississippi (енгл. Shuqualak) град је у америчкој савезној држави Мисисипи.

## Демографија
По попису из 2010. године број становника је 501, што је 61 (-10,9%) становника мање него 2000. године.
| Група             | 2000.       | 2010.       |
| Белци             | 167 (29,7%) | 100 (20,0%) |
| Афроамериканци    | 391 (69,6%) | 394 (78,6%) |
| Азијати           | 0 (0,0%)    | 1 (0,2%)    |
| Хиспаноамериканци | 0 (0,0%)    | 6 (1,2%)    |
| Укупно            | 562         | 501         |